# The Hating Game
The Hating Game (bra: O Jogo do Amor - Ódio; prt: Odeio-te e Amo-te) é um filme americano de comédia romântica dirigido por Peter Hutchings. É baseado no livro de mesmo nome escrito por Sally Thorne. O filme é estrelado por Lucy Hale e Austin Stowell. Foi lançado nos cinemas e em vídeo sob demanda no dia 10 de dezembro de 2021, pela Vertical Entertainment. O filme recebeu críticas em sua maioria positivas dos críticos.

## Enredo
Lucy e Josh, dois assistentes executivos que são forçados a trabalhar juntos após a fusão de suas respectivas editoras, os dois não se suportam. Completos opostos em todas os sentidos possíveis, sua rivalidade sem fim vem à tona quando eles se enfrentam para a mesma promoção: diretor administrativo. Determinada a alcançar o sucesso profissional sem comprometer sua ética, Lucy embarca em um jogo implacável contra o frio e eficiente inimigo Joshua, uma rivalidade que é complicada por sua crescente atração por ele. Este jogo rapidamente se torna mais complicado do que ela esperava quando uma inocente descida de elevador fica romanticamente aquecida em questão de segundos. À medida que a atração por Josh, seu suposto inimigo, cresce, Lucy começa a questionar tudo sobre seu relacionamento com ele, incluindo a linha tênue traçada entre o amor e o ódio.

## Elenco
- Lucy Hale como Lucy Hutton
- Austin Stowell como Joshua "Josh" Templeman
- Damon Daunno como Danny
- Nicholas Baroudi como Patrick
- Corbin Bernsen como Richard Bexley
- Sakina Jaffrey como Helene
- Tania Asnes como Annabelle
- Yasha Jackson como Julie
- Brock Yurich como Mack
- Kathryn Boswell como Mindy

## Produção
O filme foi anunciado em maio de 2019, com Lucy Hale e Robbie Amell escalados para os papéis principais. Em 10 de novembro de 2020, Austin Stowell foi escalado para substituir Amell, que desistiu devido a um conflito em sua agenda. As filmagens começaram no dia 21 de novembro, em Nova York e foram concluídas no dia 23 de dezembro de 2020.

## Distribuição
Em julho de 2021, a Vertical Entertainment adquiriu os direitos de distribuição do filme.

## Recepção
The Hating Game teve um lançamento limitado nos cinemas em 10 de dezembro de 2021. Também estava disponível para transmissão em várias plataformas VOD. O agregador de críticas Rotten Tomatoes informou no final de fevereiro de 2022 que 71% dos 21 críticos profissionais deram ao filme uma crítica positiva, com uma classificação média de 6,60/10. Vários artigos elogiaram a química das dois personagens.